# إميل إيلييف
إميل إيلييف هو لاعب كرة قدم بلغاري في مركز الوسط، ولد في 31 مارس 1997 في فارنا في بلغاريا. شارك مع منتخب بلغاريا تحت 19 سنة لكرة القدم. أما مع النوادي، فقد لعب مع نادي تشيرنو مور فارنا.

## وصلات خارجية
- إميل إيلييف على موقع قاعدة بيانات كرة القدم.إي يو (الإنجليزية)
- إميل إيلييف على موقع Soccerway.com (الإنجليزية)